# 言葉遊び

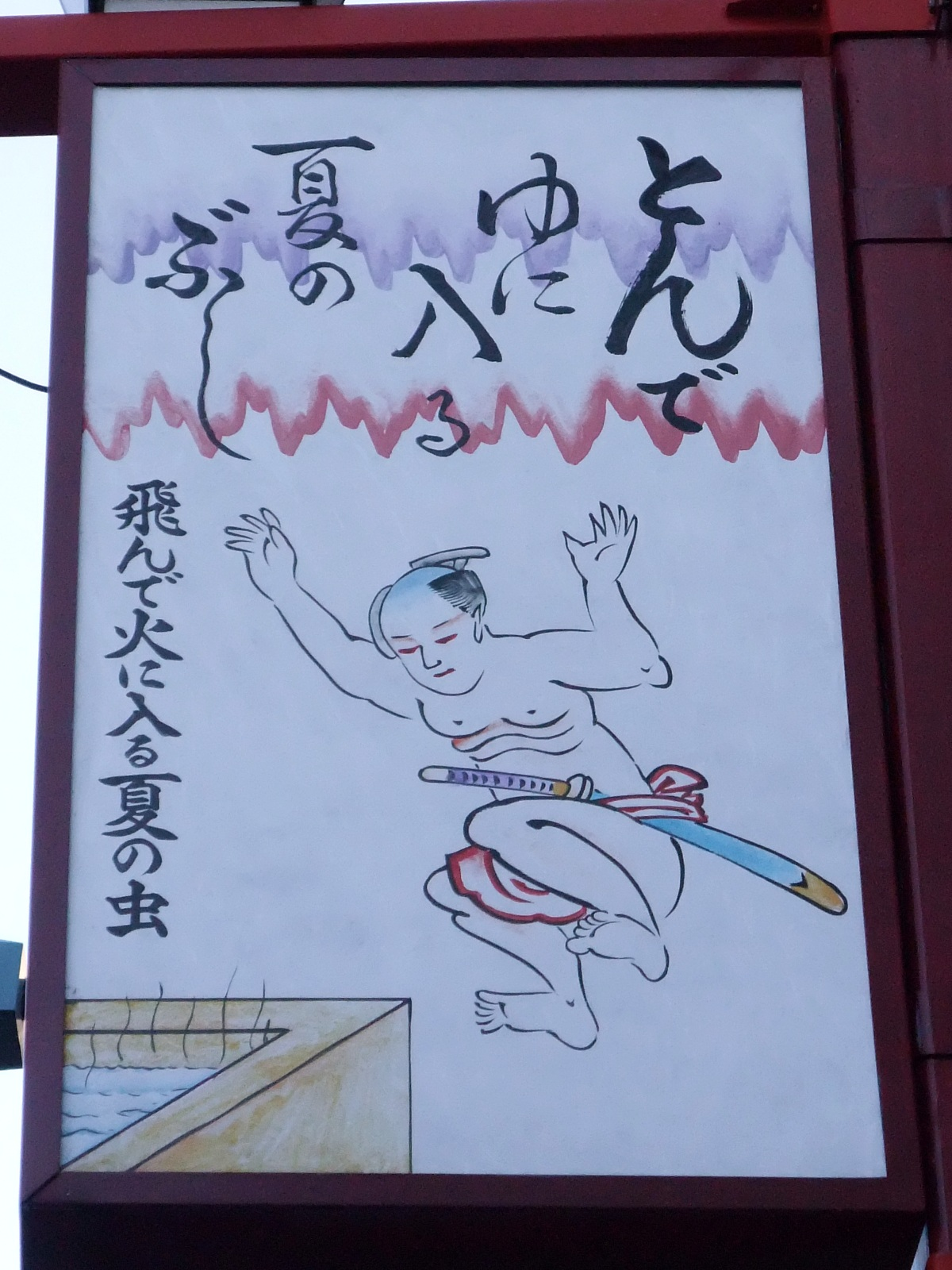
地口行灯「とんでゆに入る夏のぶし」

言葉遊び（）は、言葉の持つ音の響きやリズムを楽しんだり、同音異義語を連想する面白さや可笑しさを楽しむ遊びである。学術用語では言語遊戯とも言う。

## 概要
言葉は、音声・文字といった表現（能記）と、そうした音声・文字がもつ意味内容（所記）から成り立つ。言葉遊びは機知によってそれら表現・意味内容や、それらの間の関係を加工・変成させて面白みを引き出す表現上の演出のひとつであり、文章中の技法や完成した作品までを内包した概念である。言葉を道具としてある種の感動を与える行為の中で、言葉遊びは零細で単発的・一時的・瞬間的な遊戯と言える。そのため、無駄口や駄洒落といった言葉遊びは、コミュニケーションを潤滑にする場合もあれば、時と場所によっては嫌悪や反感を生む場合もある。
日本語における言葉遊びでは、表音文字であるかなの表現の背後に表意文字である漢字での本来の表記を絡めて、隠れたユーモアをより発揮する例もある。
また、言葉遊びはその知的遊戯性・創造性から、国語教育や幼児教育の現場に取り入れられている。
日本の言葉遊びは細かく分類すると数多くの種類があるが、これらはしばしば言語遊戯の領域を超えて、落語の『寿限無』や歌舞伎の外郎売といった舞台芸として伝統芸能や民俗芸能などに組み込まれている。

## 「詭弁」の意
本来の意味から転じて、支離滅裂な詭弁や戯言を指して「言葉遊び」と呼称することもある（例：つまらない「言葉遊び」は止めろ）。

## 代表的な言葉遊び
| - 語呂合わせ - ぎなた読み - ことわざパロディー - しりとり - たほいや - つみあげうた - 倒語 - どちらにしようかな - なぞかけ - もじり句 | - アナグラム - アンビグラム - ダズンズ - バクロニム - ハナモゲラ - パングラム - 回文、たいこめ - 空耳 - 見立て | - 山号寺号 - 折句、あいうえお作文、縦読み - 早口言葉 - 駄洒落、地口 - 入れ詞 - 無理問答 - ルー語 - 対義語 - 中山功太の持ちネタの一つ。 - ピッグ・ラテン - 英語の言葉遊び - チャック・ノリス・ファクト - 英語の言葉遊び |